# Daniel Ericsson
Daniel Ericsson (15 agosto 1987) è un ex sciatore alpino svedese.

## Biografia
Attivo in gare FIS dal febbraio del 2003, Ericsson ha esordito in Coppa Europa il 7 febbraio 2007 a Sarentino in discesa libera (53º). In Coppa del Mondo ha debuttato il 13 gennaio 2008 a Wengen in discesa libera (51º) e ha ottenuto il suo miglior piazzamento il 4 dicembre 2009 a Beaver Creek in supercombinata (31º); ha bissato tale risultato a Wengen nella medesima specialità il 18 gennaio 2013.
Si è ritirato al termine della stagione 2012-2013; la sua ultima gara in Coppa del Mondo è stata il supergigante di Kvitfjell del 3 marzo (43º), mentre la sua ultima gara in carriera è stata lo slalom gigante dei Campionati svedesi 2013, disputato a Funäsdalen il 22 marzo e chiuso da Ericsson all'8º posto. In carriera non ha preso parte a rassegne olimpiche o iridate.

## Palmarès

### Coppa Europa
- Miglior piazzamento in classifica generale: 76º nel 2013

### Australia New Zealand Cup
- Miglior piazzamento in classifica generale: 5º nel 2012
- Vincitore della classifica di supergigante nel 2012
- 3 podi:
  - 3 vittorie

#### Australia New Zealand Cup - vittorie
| Data             | Località   | Paese         | Specialità |
| ---------------- | ---------- | ------------- | ---------- |
| 27 agosto 2011   | Mount Hutt | Nuova Zelanda | SG         |
| 6 settembre 2011 | Mount Hutt | Nuova Zelanda | SG         |
| 6 settembre 2011 | Mount Hutt | Nuova Zelanda | SC         |

Legenda:

SG = supergigante

SC = supercombinata

### Campionati svedesi
- 11 medaglie:
  - 1 oro (supergigante nel 2010)
  - 3 argenti (supergigante nel 2011; discesa libera, supergigante nel 2013)
  - 7 bronzi (supergigante nel 2007; supergigante, supercombinata nel 2008; discesa libera, supergigante nel 2009; discesa libera nel 2010; discesa libera nel 2011)